# 33961 Macinleyneve
33961 Macinleyneve este o planetă minoră (asteroid), cu un diametru de 2,539 km, din centura de asteroizi. A fost descoperită pe 7 iulie 2000 la Experimental Test Site⁠(d) de Lincoln Near-Earth Asteroid Research. 
Obiectul prezintă o orbită caracterizată de o semiaxă mare de 2,4107186 UAi, o excentricitate de 0,19, o înclinație de 3,27159 ° în raport cu ecliptica.